# Primera División (Chile) 1948
Die Primera División 1948, auch unter dem Namen 1948 Campeonato Nacional de Fútbol Profesional bekannt, war die 16. Saison der Primera División, der höchsten Spielklasse im Fußball in Chile.
Die Meisterschaft gewann das Team von Audax Italiano. Es war der insgesamt dritte Meisterschaftstitel für den Klub.

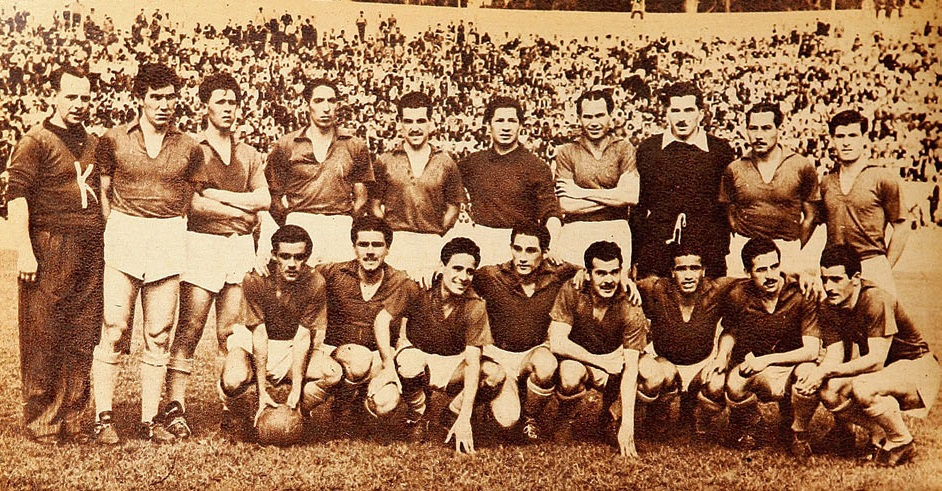
Das Meisterteam von Audax Italiano 1948

## Modus
Die dreizehn Teams spielen jeder gegen jeden mit Hin- und Rückspiel. Sieger ist die Mannschaft mit den meisten Punkten. Bei Punktgleichheit entscheidet das Torverhältnis. Sind die beiden besten Teams punktgleich, so gibt es ein Entscheidungsspiel. Der Tabellenletzte der aggregierten Punkte dieser und der vergangegen zwei Saisons (1946, 1947) steigt in die zweite Liga, die División de Honor Amateur, ab.

## Teilnehmer
Teilnehmer waren die dreizehn Teams der Vorsaison. Zehn Teams kommen aus der Hauptstadt Santiago, dazu spielen die Santiago Wanderers aus Valparaíso, Everton aus Viña del Mar und Deportes Iberia aus Conchalí in der Liga.

## Tabelle
| Pl.                       | Verein               | Sp. | S  | U | N  | Tore    | Diff. | Punkte |
| ------------------------- | -------------------- | --- | -- | - | -- | ------- | ----- | ------ |
| 1.                        | Audax Italiano       | 24  | 15 | 5 | 4  | 066:400 | +26   | 35     |
| 2.                        | Unión Española       | 24  | 12 | 5 | 7  | 062:340 | +28   | 29     |
| 3.                        | CSD Colo-Colo (M)    | 24  | 11 | 6 | 7  | 042:340 | +8    | 28     |
| 4.                        | Santiago Morning     | 24  | 11 | 5 | 8  | 046:400 | +6    | 27     |
| 5.                        | Deportes Iberia      | 24  | 11 | 5 | 8  | 046:400 | +6    | 27     |
| 6.                        | Everton              | 24  | 12 | 3 | 9  | 045:410 | +4    | 27     |
| 7.                        | Universidad de Chile | 24  | 11 | 4 | 9  | 053:470 | +6    | 26     |
| 8.                        | CD Magallanes        | 24  | 9  | 7 | 8  | 059:500 | +9    | 25     |
| 9.                        | Universidad Católica | 24  | 10 | 4 | 10 | 052:470 | +5    | 24     |
| 10.                       | Santiago Wanderers   | 24  | 9  | 3 | 12 | 042:520 | −10   | 21     |
| 11.                       | CD Green Cross       | 24  | 7  | 4 | 13 | 041:620 | −21   | 18     |
| 12.                       | Badminton FC         | 24  | 8  | 1 | 15 | 045:690 | −24   | 17     |
| 13.                       | Santiago National    | 24  | 4  | 0 | 20 | 039:790 | −40   | 08     |
| Quelle: , Stand: Endstand |                      |     |    |   |    |         |       |        |

## Abstiegstabelle
| Pl.                      | Verein               | Punkte 1946 | Punkte 1947 | Punkte 1948 | Gesamt |
| ------------------------ | -------------------- | ----------- | ----------- | ----------- | ------ |
| 1.                       | Audax Italiano       | 38          | 31          | 35          | 104    |
| 2.                       | CSD Colo-Colo        | 30          | 38          | 28          | 96     |
| 3.                       | Unión Española       | 34          | 27          | 29          | 90     |
| 4.                       | Universidad de Chile | 34          | 27          | 26          | 87     |
| 5.                       | CD Magallanes        | 36          | 23          | 25          | 84     |
| 6.                       | Santiago Wanderers   | 32          | 25          | 21          | 78     |
| 7.                       | Universidad Católica | 26          | 26          | 24          | 76     |
| 8.                       | CD Green Cross       | 32          | 23          | 18          | 73     |
| 9.                       | Everton              | 29          | 18          | 27          | 72     |
| 10.                      | Badminton FC         | 30          | 24          | 17          | 71     |
| 11.                      | Santiago Morning     | 24          | 17          | 27          | 68     |
| 12.                      | Deportes Iberia      | 21          | 16          | 27          | 64     |
| 13.                      | Santiago National    | 18          | 19          | 8           | 45     |
| Stand: Endstand\|Quelle= |                      |             |             |             |        |

## Beste Torschützen
| Rang | Spieler     | Klub           | Tore |
| ---- | ----------- | -------------- | ---- |
| 1    | Juan Zárate | Audax Italiano | 22   |